# Schlacht bei Krefeld (Gemälde)
Schlacht bei Krefeld ist ein Gemälde des Malers Emil Hünten, das in der Kunsthalle zu Kiel hängt.

## Hintergrund
Als Schlacht bei Krefeld wird eine Schlacht des Siebenjährigen Krieges bezeichnet, die am 23. Juni 1758 zwischen alliierten und französischen Truppen stattfand und einen Höhepunkt des Krieges von 1756 bis 1763 im Rheinland darstellte.
Emil Hünten hat zahlreiche Gemälde aus der Zeit des Siebenjährigen Krieges, den Freiheitskriegen und den Feldzügen Preußens gemalt, später wandte er sich der zeitgenössischen Schlachtenmalerei und der Genremalerei zu.

## Das Gemälde
Als Vorläufer kann eventuell Hüntens Gemälde „Besuch Friedrichs des Großen in Krefeld 1763“ gelten, welches schon im 19. Jahrhundert verbrannt ist. 
1860 malte er die „Schlacht bei Krefeld“. Es zeigt in der Bildmitte Ferdinand von Braunschweig als Oberbefehlshaber der Engländer und Preußen, bei seinem Sieg über die Franzosen 1758 bei Krefeld. Nach Gefecht bei Katholisch-Hennersdorf (1855), Gefecht bei Reichenbach (1856) und Schlacht bei Zorndorf (1858) ist es die wohl letzte Darstellung Hüntens einer Szene aus dem Siebenjährigen Krieg. Anders als diese früheren Historiendarstellungen zeigt es eine bedrückte Stimmung, im Vordergrund am Bildrand ist ein Verwundeter zu sehen. Es trägt allgemein deutlich kritischere Züge. Mit 1,6 m Länge ist es auch deutlich größer als andere Gemälde des Künstlers, beispielsweise der Schlacht bei Königgrätz.
Die Generalversammlung für die Gallerie (eine Art Vollversammlung des Fördervereins) beschloss 1864 den Ankauf dieses Gemäldes. Durch das Bild erhoffte man sich auch bessere Besuchszahlen in der Kunsthalle.